# 中通 (福島縣)
中通（日语：中通り），是日本福島縣的地理分區之一，為阿武隈高地以西到奧羽山脈以東之間的內陸地區。

## 行政區
中通包含了下列行政區：
- 福島廣域行政圈

福島市、伊達市、伊達郡
- 安達廣域行政圏

二本松市、本宮市、安達郡
- 郡山廣域行政圏

郡山市、須賀川市、田村市、田村郡、岩瀨郡、石川郡
- 白河廣域行政圏

白河市、西白河郡、東白川郡

## 另見
- 濱通
- 會津

## 外部連結
- （日語）  - 福島縣官網
- （日語）  - 福島縣官網